# Live-Zero-Signal
 Das Live-Zero-Signal oder auch Offset-Zero-Signal wird heute in nahezu allen industriellen Anwendungen eingesetzt, z. B.in SPS-Sensoren und Aktuatoren.
Das Ziel ist, einen Kabelbruch oder das Verlorengehen einer physischen Verbindung (Schlauch in der Pneumatik) festzustellen. Das Live-Zero-Signal wird auch als Sicherheitsmechanismus eingesetzt, um überprüfen zu können, ob sicherheitsrelevante Kabel verbunden sind oder ob ein Pneumatik- bzw. Hydrauliksystem defekt ist.

## Funktionsweise
Der neuere Name „Offset-Zero-Signal“ beschreibt die Funktionsweise schon recht gut. Während die Anlage oder Maschine eingeschaltet ist, wird ein kleiner Strom (üblicherweise 4 mA bei bis zu 2 V) durchgehend an jedem Signalkabel angelegt. Durch analoge Sensoren kann gemessen werden, ob der geringe Strom noch gemessen werden kann. Wenn keine Spannung mehr anliegt, muss ein Kabelbruch vorliegen.
Auch in der Pneumatik wird das Live-Zero-Signal angewendet. Anstatt eines kleinen Stroms liegen dann 0,2–1 bar Druck auf den Schläuchen an. Dadurch können auch undichte Stellen im System ermittelt werden.